# 소콜루 메흐메트 파샤 모스크

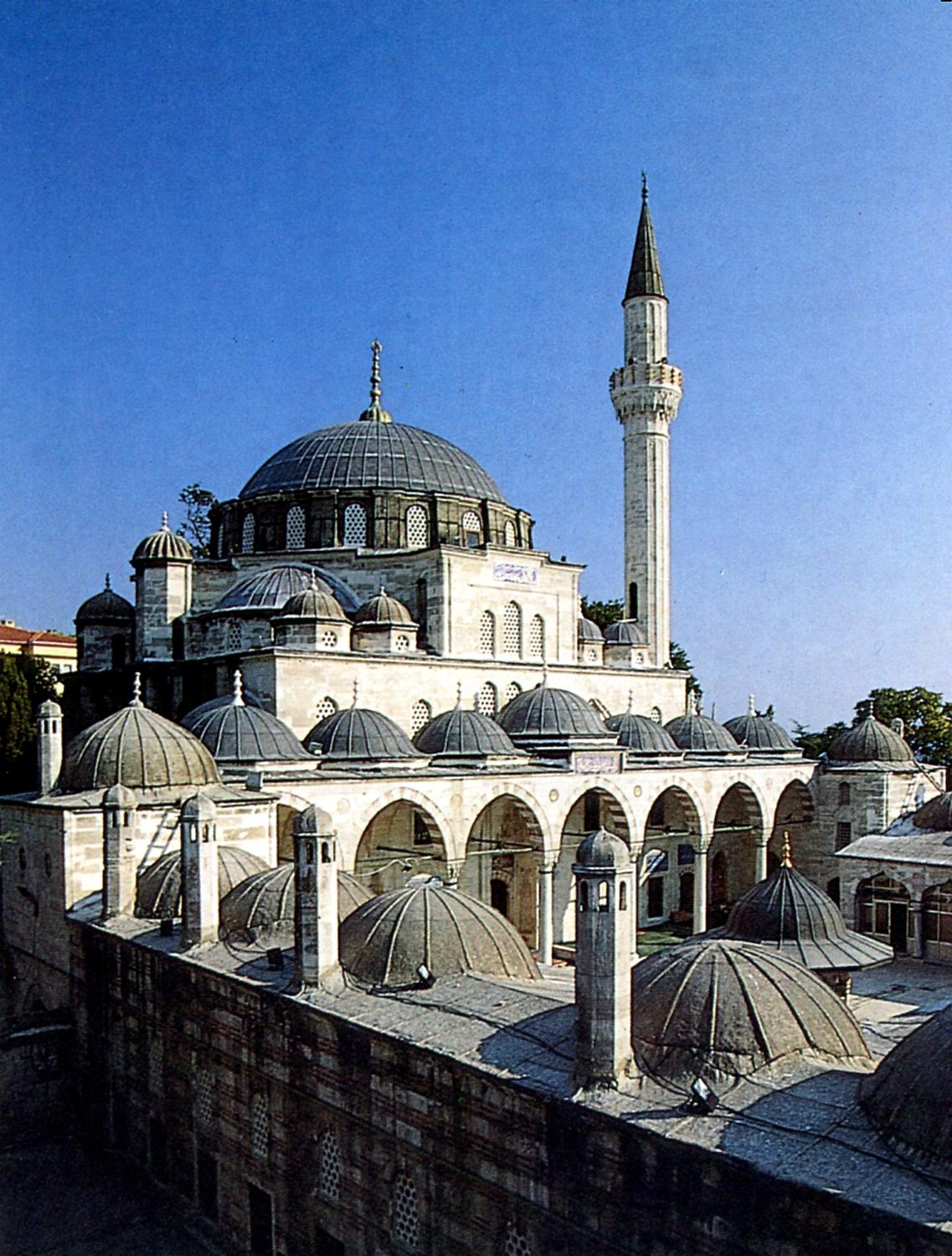
소콜루 메흐메트 파샤 모스크

소콜루 메흐메트 파샤 모스크(튀르키예어: Sokollu Mehmet Paşa Camii 소콜루 메흐메트 파샤 자미[*])는 터키 이스탄불 파티흐 카드르가 지역에 위치한 오스만 모스크이다.

## 역사
모스크의 설계는 미마르 시난이 한 것으로, 소콜루 메흐메트 파샤를 위해 만들어졌다.

## 갤러리
모스크의 모습
- 돔
- 내부 모습
- 문